# Alegria e Sucessos
Alegria e Sucessos é a terceira coletânea do grupo brasileiro de axé Babado Novo. A coletânea foi lançada em 2008 pela Seleções em parceria com a Universal Music.

## Informações
A coletânea traz dois CDs e um DVD. O primeiro CD foi intitulado de O Encanto de Claudia e o segundo CD de Babado Novo. O DVD é o registro da gravação do primeiro DVD do Babado Novo, Uau! Ao Vivo em Salvador.

## Faixas
| Disco 1: O Encanto de Claudia |                                            | |         |  |
| N.º                           | Título                                     | Compositor(es)                                                                                                | Duração |  |
| 1.                            | "Amor Perfeito" (Ao Vivo)                  | Michael Sullivan, Paulo Massadas, Lincoln Olivetti, Robson Jorge                                              | 4:27    |  |
| 2.                            | "Safado, Cachorro, Sem-vergonha" (Ao Vivo) | Durval Luz, Nino Balla, Cristiane Teles, Alan Moraes, Júnior Seixas, Luizinho, Alex Napolitano, Luciano Pinto | 2:54    |  |
| 3.                            | "Me Chama de Amor" (Ao Vivo)               | Alexandre Peixe, Beto Garrido                                                                                 | 4:03    |  |
| 4.                            | "Piriripiti"                               | Augusto Conceição, Fábio Alcântara, Elivandro Cuca, Pio Medrado                                               | 3:33    |  |
| 5.                            | "A Camisa e o Botão"                       | Jaupery, Tenninson del Rey                                                                                    | 3:21    |  |
| 6.                            | "Cai Fora" (Ao Vivo)                       | Sérgio Rocha, Zeca Brasileiro, Adson Tapajós                                                                  | 2:45    |  |
| 7.                            | "Recife de Fora"                           | Durval Luz, Luciano Pinto, Alan Moraes, Nino Balla, Anderson Silva                                            | 3:02    |  |
| 8.                            | "Pensando em Você"                         | Henrique Cerqueira                                                                                            | 3:46    |  |
| 9.                            | "Canudinho" (Ao Vivo)                      | Sérgio Rocha, Zeca Brasileiro, Adson Tapajós, Cal Adan                                                        | 2:23    |  |
| 10.                           | "Doce Desejo" (Ao Vivo)                    | Bruno, Felipe, Falcão                                                                                         | 3:31    |  |
| 11.                           | "Rock Tribal"                              | Alain Tavares, Gilson Babilônia                                                                               | 2:53    |  |
| 12.                           | "Distante de Você"                         | Durval Luz, Luciano Pinto, Alan Moraes, Nino Balla, Nivaldo Cerqueira, Carlinhos Pitanga                      | 3:40    |  |
| 13.                           | "Lirirrixa" (Ao Vivo)                      | Sérgio Rocha, Claudia Leitte, Luciano Pinto                                                                   | 3:34    |  |
| 14.                           | "Aconteceu Você"                           | Anderson Cunha                                                                                                | 3:33    |  |

| Disco 2: Doce Paixão |                                                            |                                                    |         |  |
| N.º                  | Título                                                     | Compositor(es)                                     | Duração |  |
| 1.                   | "Coladinho"                                                | Adson Tapajós, Sérgio Rocha, Zeca Brasileiro       | 3:25    |  |
| 2.                   | "Banho de Chuva"                                           | Adson Tapajós, Sérgio Rocha, Zeca Brasileiro       | 3:35    |  |
| 3.                   | "Insolação do Coração" (participação especial: Dog Murras) | Carlinhos Brown, Michael Sullivan                  | 3:39    |  |
| 4.                   | "Dyer Maker" (Ao Vivo)                                     | John Bonham, Robert Plant, John Paul Jones         | 4:10    |  |
| 5.                   | "Eu Fico" (Ao Vivo)                                        | Claudia Leitte, Sérgio Rocha, Luciano Pinto        | 4:10    |  |
| 6.                   | "Bola de Sabão" (Ao Vivo)                                  | Ramon Cruz                                         | 3:25    |  |
| 7.                   | "Doce Paixão"                                              | Ramon Cruz                                         | 3:41    |  |
| 8.                   | "Caranguejo (Cata Caranguejo)" (Ao Vivo)                   | Luciano Pinto, Durval Luz, Nino Balla, Alan Moraes | 3:38    |  |
| 9.                   | "Janeiro a Janeiro" (Ao Vivo)                              | Zezito Doceiro                                     | 4:40    |  |
| 10.                  | "Te Amar é Preciso (Peixinho)" (Ao Vivo)                   | Jaccy Lee, Toninho do Valle, Pio Medrado, Cal Adan | 3:51    |  |
| 11.                  | "Amor à Prova" (Ao Vivo)                                   | Sérgio Rocha, Zeca Brasileiro, Adson Tapajós       | 3:04    |  |
| 12.                  | "Vira Boate" (Ao Vivo)                                     | Daniel Ramon, Marquinhos Carvalho                  | 2:53    |  |
| 13.                  | "Babado Novo" (Ao Vivo)                                    | Alexandre Peixe, Cal Adan, Beto Garrido            | 3:07    |  |
| 14.                  | "Foto na Estante" (Ao Vivo)                                | Sérgio Rocha, Adson Tapajós, Zeca Brasileiro       | 3:38    |  |

| Disco 3: DVD Uau! Ao Vivo em Salvador |                                                                           |         |  |
| N.º                                   | Título                                                                    | Duração |  |
| 1.                                    | "Abertura"                                                                |         |  |
| 2.                                    | "Eu Fico"                                                                 |         |  |
| 3.                                    | "Babado Novo"                                                             |         |  |
| 4.                                    | "Te Amar é Preciso" (Peixinho)                                            |         |  |
| 5.                                    | "Safado, Cachorro, Sem-vergonha"                                          |         |  |
| 6.                                    | "Medley Netinho" (Barracos (Escombros) / Beijo Na Boca / Preciso de Você) |         |  |
| 7.                                    | "Doce Desejo"                                                             |         |  |
| 8.                                    | "Love's Divine"                                                           |         |  |
| 9.                                    | "Canudinho"                                                               |         |  |
| 10.                                   | "Dyer Maker"                                                              |         |  |
| 11.                                   | "Foto na Estante"                                                         |         |  |
| 12.                                   | "Lirirrixa"                                                               |         |  |
| 13.                                   | "Cai Fora"                                                                |         |  |
| 14.                                   | "Fulano in Sala"                                                          |         |  |
| 15.                                   | "Janeiro a Janeiro"                                                       |         |  |
| 16.                                   | "Selva Branca"                                                            |         |  |
| 17.                                   | "Amor à Prova"                                                            |         |  |
| 18.                                   | "Nada Mais" (Magoou)                                                      |         |  |
| 19.                                   | "Dois Caminhos" (Mestre e Aprendiz)                                       |         |  |
| 20.                                   | "Me Chama de Amor"                                                        |         |  |
| 21.                                   | "Medley Chiclete com Banana" (Se Me Chamar Eu Vou / Dê um Grito Aí)       |         |  |
| 22.                                   | "Caranguejo"                                                              |         |  |
| 23.                                   | "Cabelo Louro"                                                            |         |  |
| 24.                                   | "No Passo da Marcharada"                                                  |         |  |
| 25.                                   | "Uau"                                                                     |         |  |
| 26.                                   | "Vira Boate"                                                              |         |  |

| Bônus          |                |         |  |
| N.º            | Título         | Duração |  |
| 1.             | "Making-of"    |         |  |
| 2.             | "Discografia"  |         |  |
| Duração total: | Duração total: | 107 min |  |